# El Triunfo kommun, Honduras
El Triunfo är en kommun i Honduras.   Den ligger i departementet Choluteca, i den södra delen av landet, 110 km söder om huvudstaden Tegucigalpa. Antalet invånare är 35 830. Arean är 302 kvadratkilometer.
Terrängen i El Triunfo är platt söderut, men norrut är den kuperad.